# Canton du Lézignanais

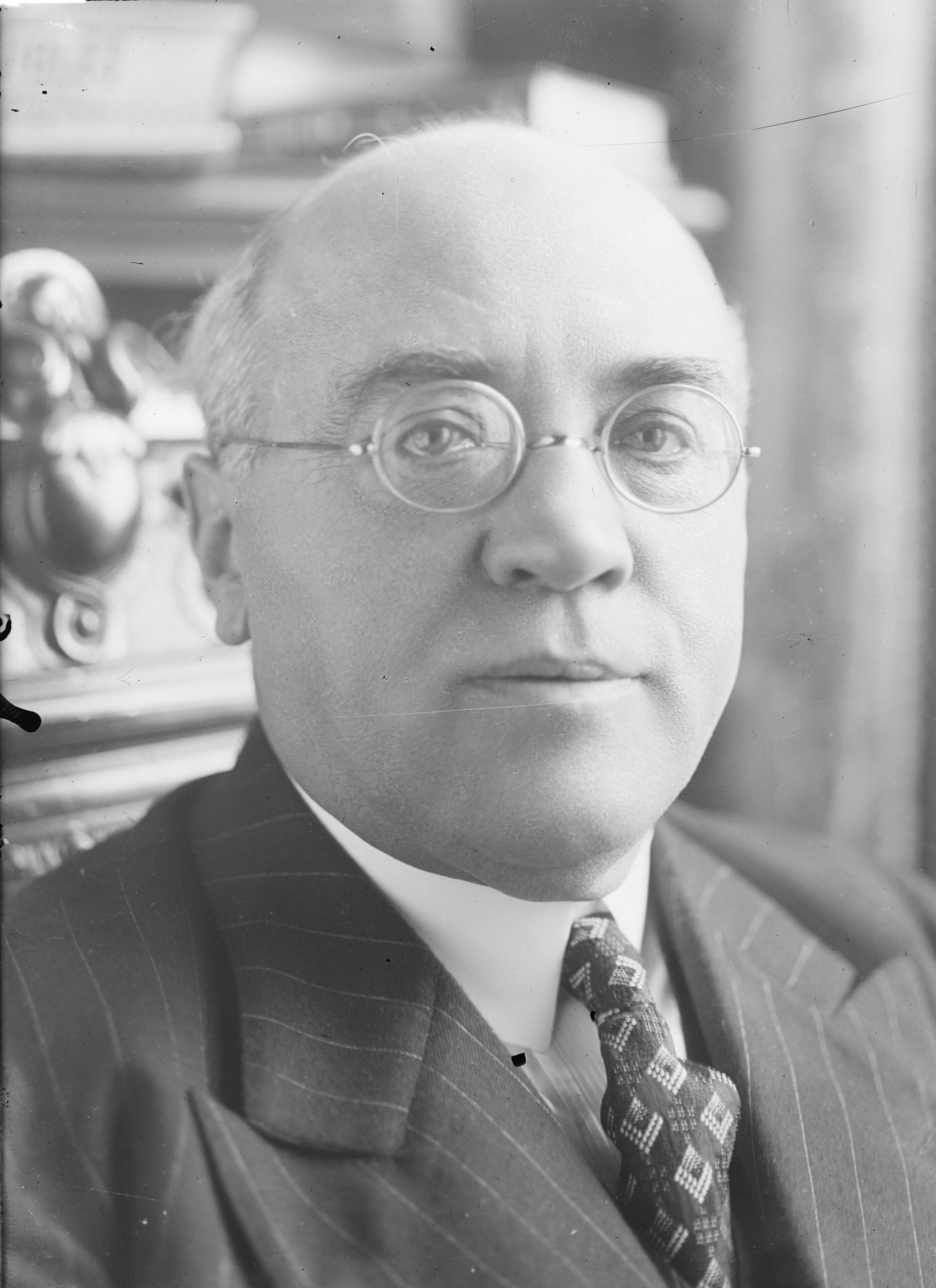
Albert Sarraut (1872-1962) conseiller général de 1901 à 1907.

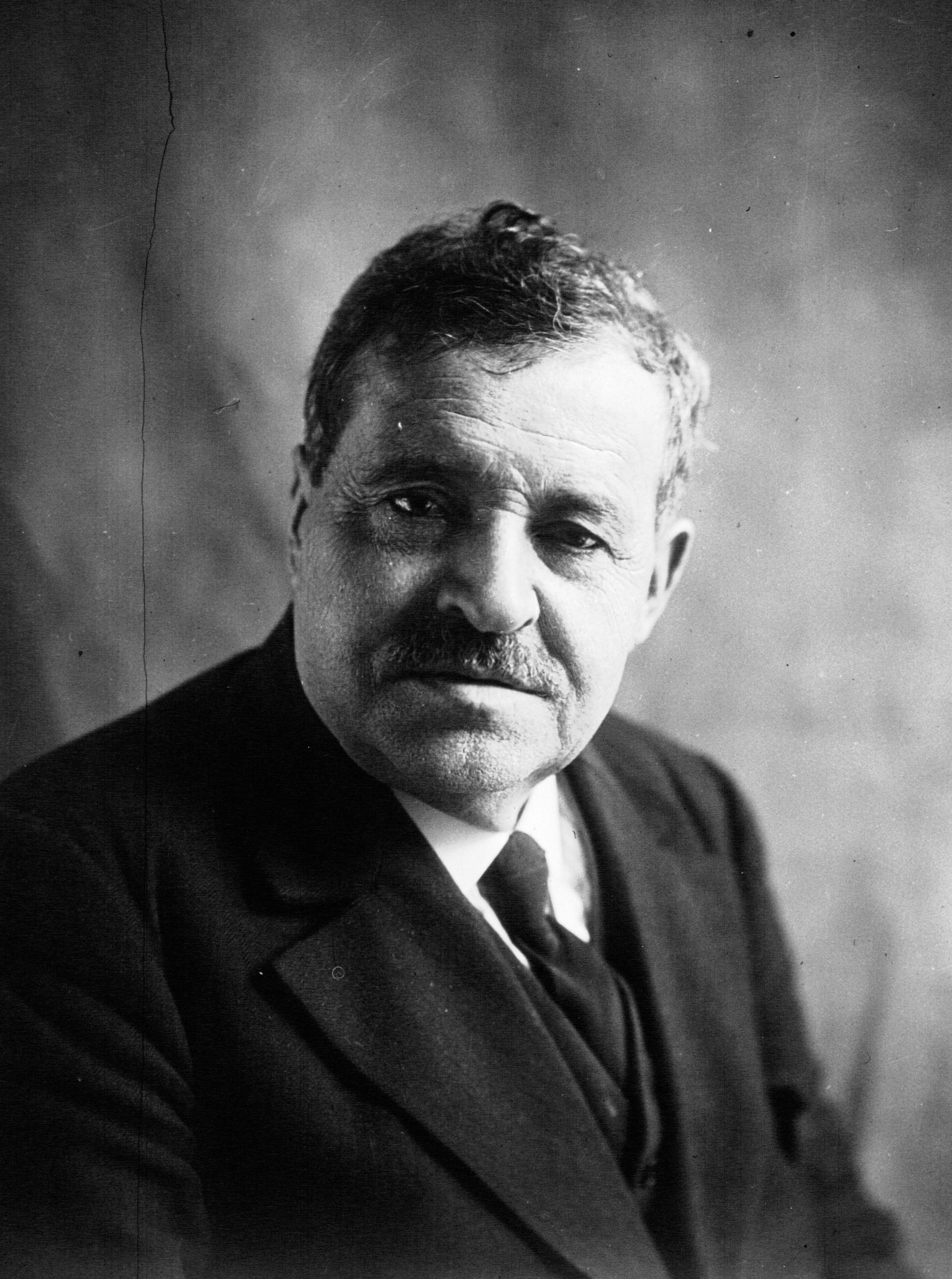
Léon Castel (1871-1955) conseiller général de 1908 à 1940.

Le canton du Lézignanais, précédemment appelé canton de Lézignan-Corbières, est une circonscription électorale française située dans le département de l'Aude et la région Occitanie.
À la suite du redécoupage cantonal de 2014, les limites territoriales du canton sont remaniées. Le nombre de communes du canton passe de 18 à 10.

## Histoire
Un nouveau découpage territorial de l'Aude entre en vigueur en mars 2015, défini par le décret du 21 février 2014, en application des lois du 17 mai 2013 (loi organique 2013-402 et loi 2013-403). Les conseillers départementaux sont, à compter de ces élections, élus au scrutin majoritaire binominal mixte. Les électeurs de chaque canton élisent au Conseil départemental, nouvelle appellation du Conseil général, deux membres de sexe différent, qui se présentent en binôme de candidats. Les conseillers départementaux sont élus pour six ans au scrutin binominal majoritaire à deux tours, l'accès au second tour nécessitant 12,5 % des inscrits au premier tour. En outre la totalité des conseillers départementaux est renouvelée. Ce nouveau mode de scrutin nécessite un redécoupage des cantons dont le nombre est divisé par deux avec arrondi à l'unité impaire supérieure si ce nombre n'est pas entier impair, assorti de conditions de seuils minimaux. Dans l'Aude, le nombre de cantons passe ainsi de 35 à 19. Le nombre de communes du canton passe de 18 à 10.
Au 1er janvier 2016, le canton de Lézignan-Corbières devient le canton du Lézignanais par décret pris le 27 décembre 2015.

## Géographie
Ce canton est organisé autour de Lézignan-Corbières dans l'arrondissement de Narbonne. Son altitude varie de 19 m (Lézignan-Corbières) à 589 m (Camplong-d'Aude) pour une altitude moyenne de 75 m.

## Culture, Terroir et Produits
Le canton a sur son territoire les appellations qualitatives suivantes :
- Vin de pays des Coteaux de Cabrerisse : commune de Montséret, sauf la partie au nord de la N613 (section A3)

## Représentation

### Conseillers généraux de 1833 à 2015
| Période      | Période                                    | Identité                         | Étiquette               | Qualité |
| ------------ | ------------------------------------------ | -------------------------------- | ----------------------- | --- |
| 1833         | 1835                                       | Baron Louis Pierre Jean Cassan   |                         | Général de brigade en retraite à Lézignan |
| 1835         | 1842                                       | Charles-Barthélemy Amédée d'Exea |                         | Ancien capitaine de cavalerie, Lézignan |
| 1842         | 1848                                       | Pierre-Cyprien Théron            |                         | Notaire, Maire de Lézignan (1837-1847) |
| 1848         | 1848                                       | Claude-Henri Verdier             |                         | Avoué |
| 1848         | 1871                                       | Louis Eugène Peyrusse            | Majorité dynastique     | Avocat Député (1864-1870) Maire de Narbonne (1860-) |
| 1871         | 1877                                       | Prosper Peyrounet                | Républicain             | Maire de Lézignan (1871-1873) |
| 1877         | 1883                                       | Henri de Lapeyrouse              | Républicain radical     | Propriétaire, Maire de Lézignan |
| 1883         | 1895                                       | Joseph Garreta                   | Républicain             | Médecin, Maire de Lézignan (1884-1895) |
| 1895         | 1901                                       | Auguste Expert                   | Rad.                    | Propriétaire, Maire de Lézignan (1895-1900) |
| 1901         | 1907                                       | Albert Sarraut                   | Rad.                    | Journaliste Député (1902-1924) |
| 1907         | 1907 (démission, a opté pour Mas-Cabardès) | Ernest Ferroul                   | Rad. puis POF puis SFIO | Médecin, Maire de Narbonne (1891-1921) Ancien Député (1888-1902) |
| 1908         | 1940                                       | Léon Castel                      | Rad.                    | Négociant Maire de Lézignan-Corbières Député de l'Aude (1919-1940) Membre de la Commission administrative de l'Aude (1941-1942) Nommé conseiller départemental en 1942 |
| 1945         | 1949                                       | Germain Doumerc (1897-1969)      | SFIO                    | Assistant technique SNCF, Maire d'Ornaisons |
| 1949         | 1955                                       | Guy Bassoua (1913-1990)          | Rad.                    | Négociant |
| 1955         | 1963 (décès)                               | Léon Soucaille                   | SFIO                    | Imprimeur |
| 16 juin 1963 | 1979                                       | Jacques Ouradou (1905-1997)      | SFIO puis PS            | Directeur d'école Maire de Lézignan-Corbières (1956-1983) |
| 1979         | 1992                                       | Louis Soucaille                  | PS                      | Chef d'entreprise Maire de Lézignan-Corbières (1983-1987) |
| 1992         | 2009 (décès)                               | Pierre Tournier                  | PS                      | Professeur retraité Maire de Lézignan-Corbières (1989-2009), Sénateur suppléant de Roland Courteau (1989-2008) Ancien conseiller général du canton de Narbonne-Sud     |
| 2009         | 2015                                       | Jules Escaré                     | PS                      | Médecin retraité Conseiller municipal de Lézignan-Corbières Vice-Président du Conseil Général                                                                          |

### Conseillers d'arrondissement (de 1833 à 1940)
Le canton de Lézignan avait deux conseillers d'arrondissement.
| Période                                  | Période      | Identité                                  | Étiquette   | Qualité |
| ---------------------------------------- | ------------ | ----------------------------------------- | ----------- | --- |
| 1833                                     | 1836         | Mathieu Franc                             |             | Notaire, maire de Fabrezan                                                                                  |
| 1833                                     | 1836         | M. Lignères                               |             | Propriétaire à Ferrals                                                                                      |
| 1836                                     | 1839         | Charles François de Keroüartz (1802-1890) |             | Officier, propriétaire du château de Gaujac à Lézignan                                                      |
|                                          |              |                                           |             | |
| 1889                                     | 1898         | Paul Franc                                | Républicain | Cultivateur à Lézignan, maire de Saint-André-de-Roquelongue                                                 |
| 1895                                     | 1898         | Eugène Goudy                              | Républicain | Négociant à Fabrezan                                                                                        |
| 1898                                     | 1908         | Léon Castel                               | Radical     | Négociant à Lézignan                                                                                        |
| 1898                                     | 1934         | Justin Pradal                             | Radical     | Maire de Homps                                                                                              |
| 1908                                     |              | Guillaume Crémailh                        | Radical     | Adjoint au maire d'Ornaisons                                                                                |
| 1919                                     | 1920 (décès) | Aimé Tautil                               | Radical     | |
| 1920                                     | 1940         | Joseph Crémailh                           | Radical     | Propriétaire, viticulteur, conseiller municipal de Fabrezan                                                 |
| 1934                                     | 1940         | M. Conte                                  | Radical     | Médecin |
| 1940                                     |              |                                           |             | Les conseils d'arrondissement ont été suspendus par la loi du 12 octobre 1940 et n'ont jamais été réactivés |
| Les données manquantes sont à compléter. |              |                                           |             | |

### Conseillers départementaux à partir de 2015
| Période élective | Période élective | Mandat | Mandat   | Identité            | Nuance | Nuance | Qualité |
| ---------------- | ---------------- | ------ | -------- | ------------------- | ------ | ------ | --- |
| 2015             | 2021             | 2015   | 2021     | Valérie Dumontet    |        | PS     | Chargée de mission collectivités territoriales Conseillère municipale de Lézignan-Corbières jusqu'en 2020 Vice-Présidente du Conseil départemental |
| 2015             | 2021             | 2015   | 2021     | Jules Escaré        |        | PS     | Médecin, Conseiller municipal de Lézignan-Corbières jusqu'en 2020                                                                                  |
| 2021             | 2028             | 2021   | en cours | Valérie Dumontet    |        | PS     | Conseillère sortante, Vice-Présidente du conseil départemental, déléguée à la démocratie, la jeunesse et les relations internationales             |
| 2021             | 2028             | 2021   | en cours | Sébastien Gasparini |        | PCF    | Cheminot, 1er adjoint au Maire d'Ornaisons, Vice-Président du conseil départemental, délégué à l'éducation et aux collèges                         |

### Résultats détaillés

#### Élections de mars 2015
À l'issue du premier tour des élections départementales de 2015, deux binômes sont en ballottage : Gilbert Biasoli et Charlène Escoda (FN, 37,69 %) et Valérie Dumontet et Jules Escaré (PS, 35,18 %). Le taux de participation est de 58,39 % (6 511 votants sur 11 151 inscrits) contre 57,46 % au niveau départemental et 50,17 % au niveau national.
Au second tour, Valérie Dumontet et Jules Escaré (PS) sont élus avec 54,03 % des suffrages exprimés et un taux de participation de 64,48 % (3 531 voix pour 7 189 votants et 11 150 inscrits).

#### Élections de juin 2021
Le premier tour des élections départementales de 2021 est marqué par un très faible taux de participation (33,26 % au niveau national). Dans le canton du Lézignanais, ce taux de participation est de 38,12 % (4 392 votants sur 11 523 inscrits) contre 39,73 % au niveau départemental. À l'issue de ce premier tour, deux binômes sont en ballottage : Valérie Dumontet et Sébastien Gasparini (Union à gauche avec des écologistes, 44,11 %) et Jocelyne Boucly et Jean-Michel Dzouz (RN, 30,47 %).
Le second tour des élections est marqué une nouvelle fois par une abstention massive équivalente au premier tour. Les taux de participation sont de 34,3 % au niveau national, 39,98 % dans le département et 39,09 % dans le canton du Lézignanais. Valérie Dumontet et Sébastien Gasparini (Union à gauche avec des écologistes) sont élus avec 59,45 % des suffrages exprimés (2 473 voix pour 4 506 votants et 11 526 inscrits),,. 

## Composition

### Composition antérieure à 2015

Situation du canton de Lézignan-Corbières dans le département de l'Aude avant 2015.

Le canton de Lézignan-Corbières regroupait dix-huit communes. 
| Nom                            | Code Insee | Codepostal | Superficie (km2) | Population (dernière pop. légale) | Densité (hab./km2) |
| ------------------------------ | ---------- | ---------- | ---------------- | --------------------------------- | ------------------ |
| Lézignan-Corbières (chef-lieu) | 11203      | 11200      | 37,68            | 10 883 (2012)                     | 289                |
| Argens-Minervois               | 11013      | 11200      | 4,59             | 371 (2012)                        | 81                 |
| Boutenac                       | 11048      | 11200      | 22,96            | 704 (2012)                        | 31                 |
| Camplong-d'Aude                | 11064      | 11200      | 12,28            | 336 (2012)                        | 27                 |
| Castelnau-d'Aude               | 11077      | 11700      | 7,38             | 478 (2012)                        | 65                 |
| Conilhac-Corbières             | 11098      | 11200      | 12,18            | 939 (2012)                        | 77                 |
| Cruscades                      | 11111      | 11200      | 9,65             | 667 (2012)                        | 69                 |
| Escales                        | 11126      | 11200      | 10,18            | 412 (2012)                        | 40                 |
| Fabrezan                       | 11132      | 11200      | 28,62            | 1 276 (2012)                      | 45                 |
| Ferrals-les-Corbières          | 11140      | 11200      | 15,95            | 1 174 (2012)                      | 74                 |
| Fontcouverte                   | 11148      | 11700      | 9,97             | 518 (2012)                        | 52                 |
| Homps                          | 11172      | 11200      | 3,06             | 627 (2012)                        | 205                |
| Luc-sur-Orbieu                 | 11210      | 11200      | 9,88             | 1 107 (2012)                      | 112                |
| Montbrun-des-Corbières         | 11241      | 11700      | 10,61            | 322 (2012)                        | 30                 |
| Montséret                      | 11256      | 11200      | 11,31            | 529 (2012)                        | 47                 |
| Ornaisons                      | 11267      | 11200      | 10,80            | 1 224 (2012)                      | 113                |
| Saint-André-de-Roquelongue     | 11332      | 11200      | 30,81            | 1 242 (2012)                      | 40                 |
| Tourouzelle                    | 11393      | 11200      | 14,19            | 471 (2012)                        | 33                 |

### Composition à partir de 2015
Le nouveau canton comprend dix communes entières.
| Nom                                        | Code Insee | Intercommunalité                               | Superficie (km2) | Population (dernière pop. légale) | Densité (hab./km2) | Modifier                                    |
| ------------------------------------------ | ---------- | ---------------------------------------------- | ---------------- | --------------------------------- | ------------------ | ------------------------------------------- |
| Lézignan-Corbières (bureau centralisateur) | 11203      | CC Région Lézignanaise, Corbières et Minervois | 37,68            | 10 855 (2022)                     | 288                | modifier les données · modifier les données |
| Argens-Minervois                           | 11013      | CC Région Lézignanaise, Corbières et Minervois | 4,59             | 375 (2022)                        | 82                 | modifier les données · modifier les données |
| Castelnau-d'Aude                           | 11077      | CC Région Lézignanaise, Corbières et Minervois | 7,38             | 494 (2022)                        | 67                 | modifier les données · modifier les données |
| Conilhac-Corbières                         | 11098      | CC Région Lézignanaise, Corbières et Minervois | 12,18            | 947 (2022)                        | 78                 | modifier les données · modifier les données |
| Cruscades                                  | 11111      | CC Région Lézignanaise, Corbières et Minervois | 9,65             | 940 (2022)                        | 97                 | modifier les données · modifier les données |
| Escales                                    | 11126      | CC Région Lézignanaise, Corbières et Minervois | 10,18            | 497 (2022)                        | 49                 | modifier les données · modifier les données |
| Homps                                      | 11172      | CC Région Lézignanaise, Corbières et Minervois | 3,06             | 604 (2022)                        | 197                | modifier les données · modifier les données |
| Montbrun-des-Corbières                     | 11241      | CC Région Lézignanaise, Corbières et Minervois | 10,61            | 340 (2022)                        | 32                 | modifier les données · modifier les données |
| Ornaisons                                  | 11267      | CC Région Lézignanaise, Corbières et Minervois | 10,80            | 1 097 (2022)                      | 102                | modifier les données · modifier les données |
| Tourouzelle                                | 11393      | CC Région Lézignanaise, Corbières et Minervois | 14,19            | 493 (2022)                        | 35                 | modifier les données · modifier les données |
| Canton du Lézignanais                      | 1108       |                                                | 120,32           | 16 642 (2022)                     | 138                | modifier les données                        |

## Démographie

### Démographie avant 2015
| 1962   | 1968   | 1975   | 1982   | 1990   | 1999   | 2006   | 2011   | 2012   |
| ------ | ------ | ------ | ------ | ------ | ------ | ------ | ------ | ------ |
| 16 814 | 17 192 | 16 285 | 16 002 | 16 905 | 17 924 | 20 498 | 23 123 | 23 280 |

### Démographie depuis 2015
En 2022, le canton comptait 16 642 habitants, en évolution de −2,09 % par rapport à 2016 (Aude : +2,65 %, France hors Mayotte : +2,11 %).
| 2013   | 2018   | 2022   |
| ------ | ------ | ------ |
| 16 747 | 16 967 | 16 642 |